# Đảo Slanica
Đảo Slanica (tiếng Slovak: Slanický ostrov) là hòn đảo lớn nhất của hồ chứa Orava (tiếng Slovak: Oravská priehrada), nằm trong vùng đất Orava ở phía bắc Slovakia. Đây cũng là một trong những hồ chứa lớn nhất ở Slovakia.

## Địa lý
Hòn đảo nằm ở gần trung tâm của hồ nước, dạng hình tròn và có độ cao vài mét so với mực nước trung bình của hồ chứa Orava. Thảm thực vật trên đảo khá phát triển, điển hình nhất là rừng cây rụng lá.

## Lịch sử
Trước đây Slanica là một ngọn đồi, và cũng là điểm cao nhất ở vùng Oravan. Dân làng Slanica định cư ở đây. Sau đó vào những năm 1940 và 1950, chính quyền đưa ra quyết định phá bỏ ngôi làng cùng một số khu định cư nhỏ trong khu vực và di dời cư dân đi nơi khác. Thay vào đó xây dựng Con đập Orava và tiếp tiến hành dự án xây dựng hồ chứa nước Orava.
Kể từ khi xây dựng dự án hồ chứa nước, đảo Slanica đã trở thành nơi lưu giữ những tàn tích kiến trúc, những hiện vật lịch sử cuối cùng của ngôi làng thời nguyên thủy. Di tích nổi bật nhất còn sót lại là nhà thờ cổ của ngôi làng, hiện đây trở thành địa điểm tham quan nổi tiếng của địa phương. Bên cạnh đó, những nhà nguyện cũng vẫn còn tồn tại đến ngày nay.

## Du lịch
Trên hòn đảo còn xây dựng một phòng trưng bày nghệ thuật, hoạt động như một chi nhánh của Phòng trưng bày Orava ở thị trấn Dolný Kubín. Tính đến nay, đây cũng là hòn đảo duy nhất ở Slovakia có phòng trưng bày nghệ thuật. Cùng với nhà thờ cổ và các nhà nguyện, phòng trưng bày cũng đóng vai trò là địa điểm thu hút lượng lớn khách du lịch của địa phương.
Đảo Slanica chỉ dành cho khách du lịch tham quan tạm thời. Đảo không có cư dân thường trú. Việc lưu trú qua đêm của du khách hoặc thường trú đều là bất hợp pháp. Ngoài ra, các phương tiện cơ giới cũng không được phép sử dụng trên đảo. Chỉ có một cách để di chuyển đến đảo, đó là chèo thuyền từ bến tàu duy nhất nằm ở rìa của hòn đảo.

## Một số hình ảnh

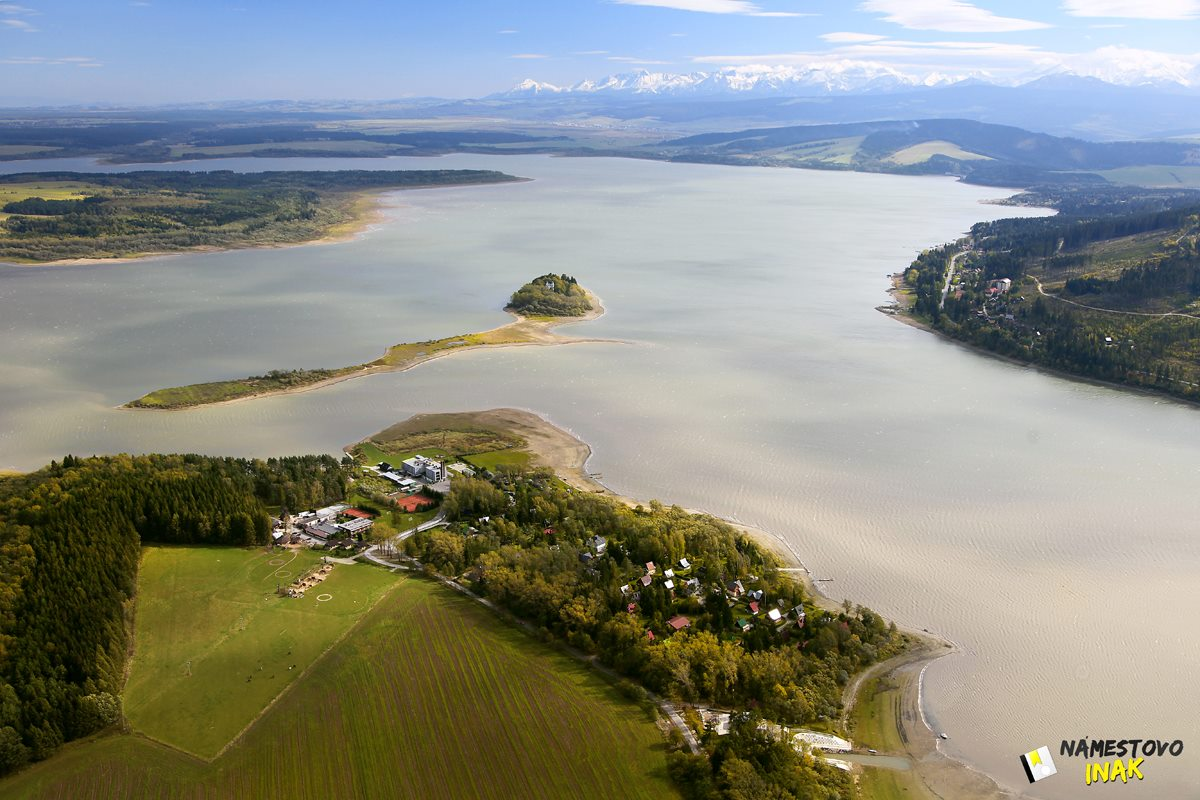
Đảo Slanica nhìn từ mắt chim, khi mực nước trong hồ chứa thấp hơn
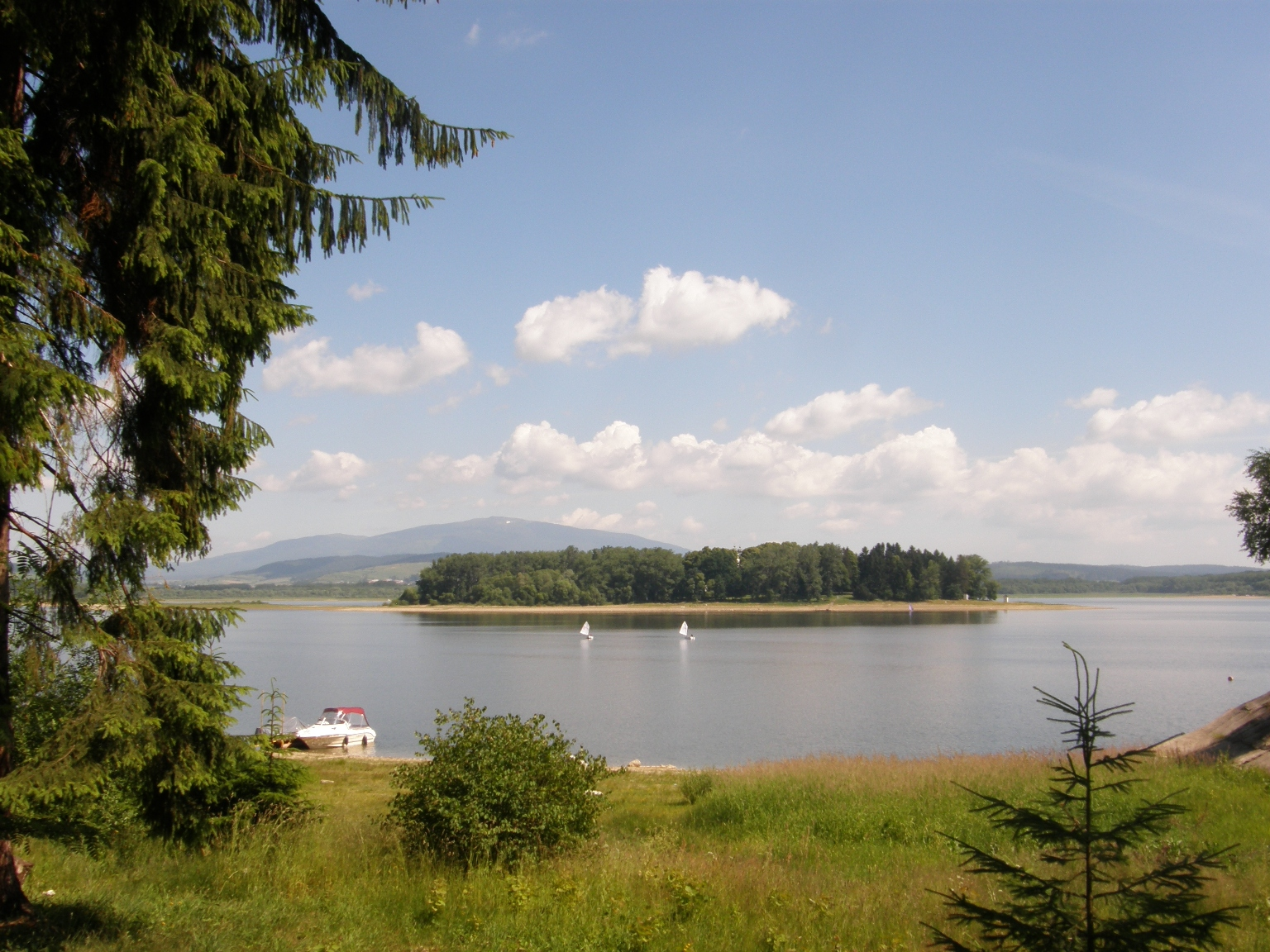
Đảo Slanica nhìn từ bờ hồ chứa
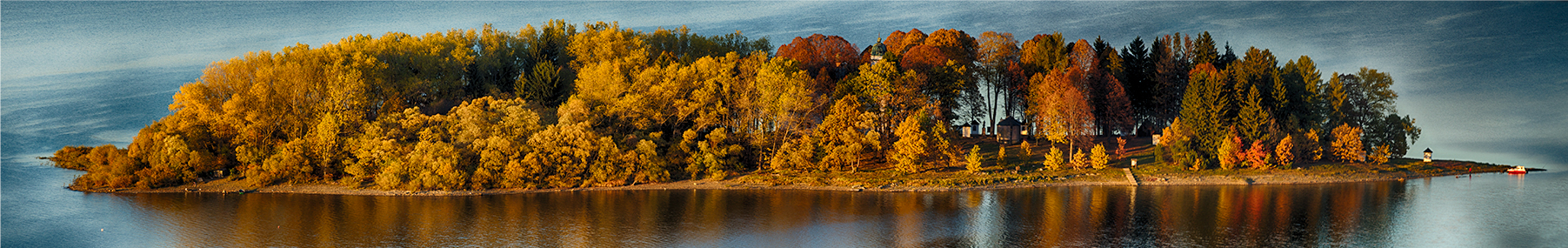
Toàn cảnh đảo Slanica
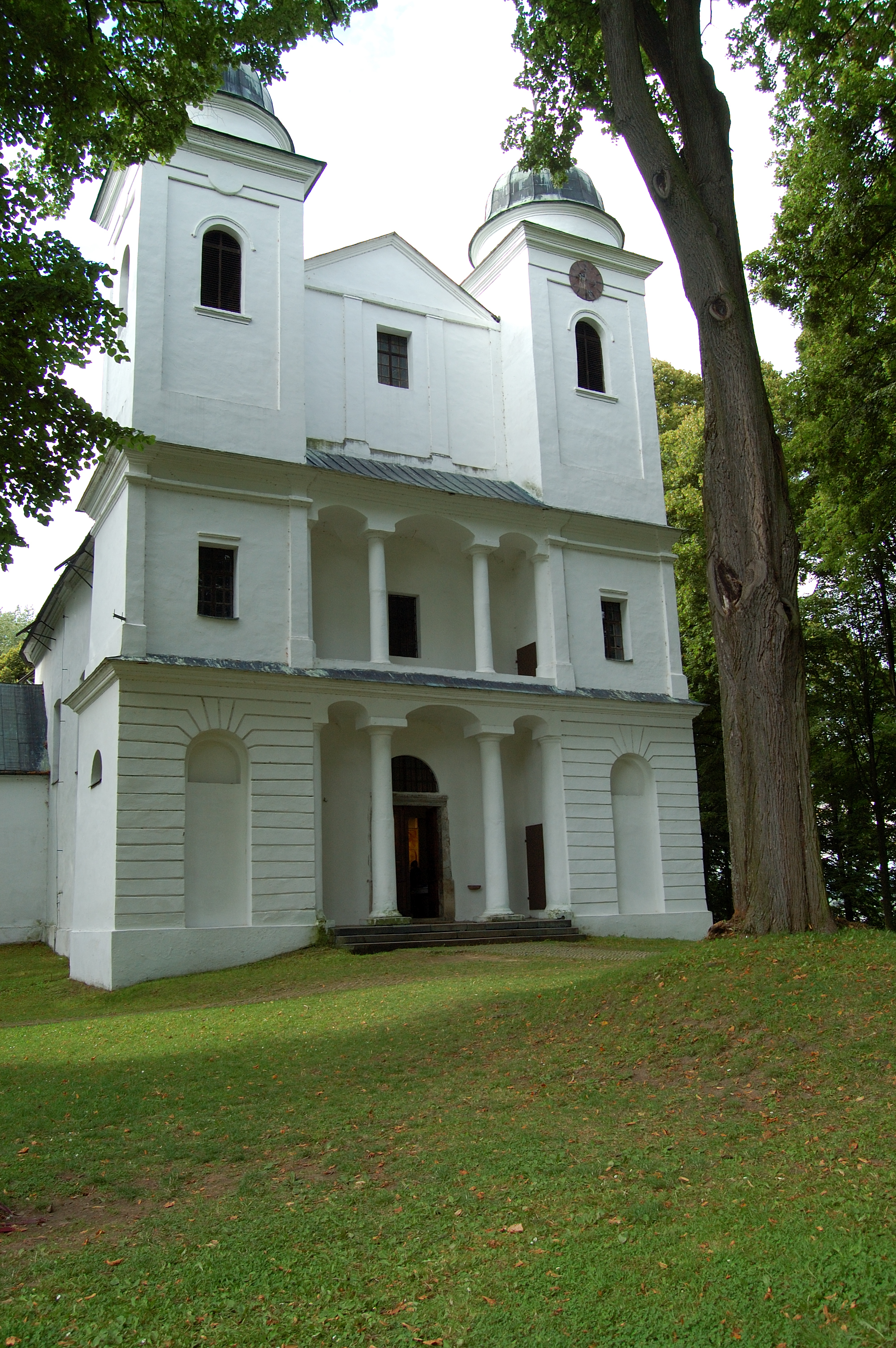
Nhà thờ trên đảo Slanica, tòa nhà lớn cuối cùng còn sót lại của làng Slanica
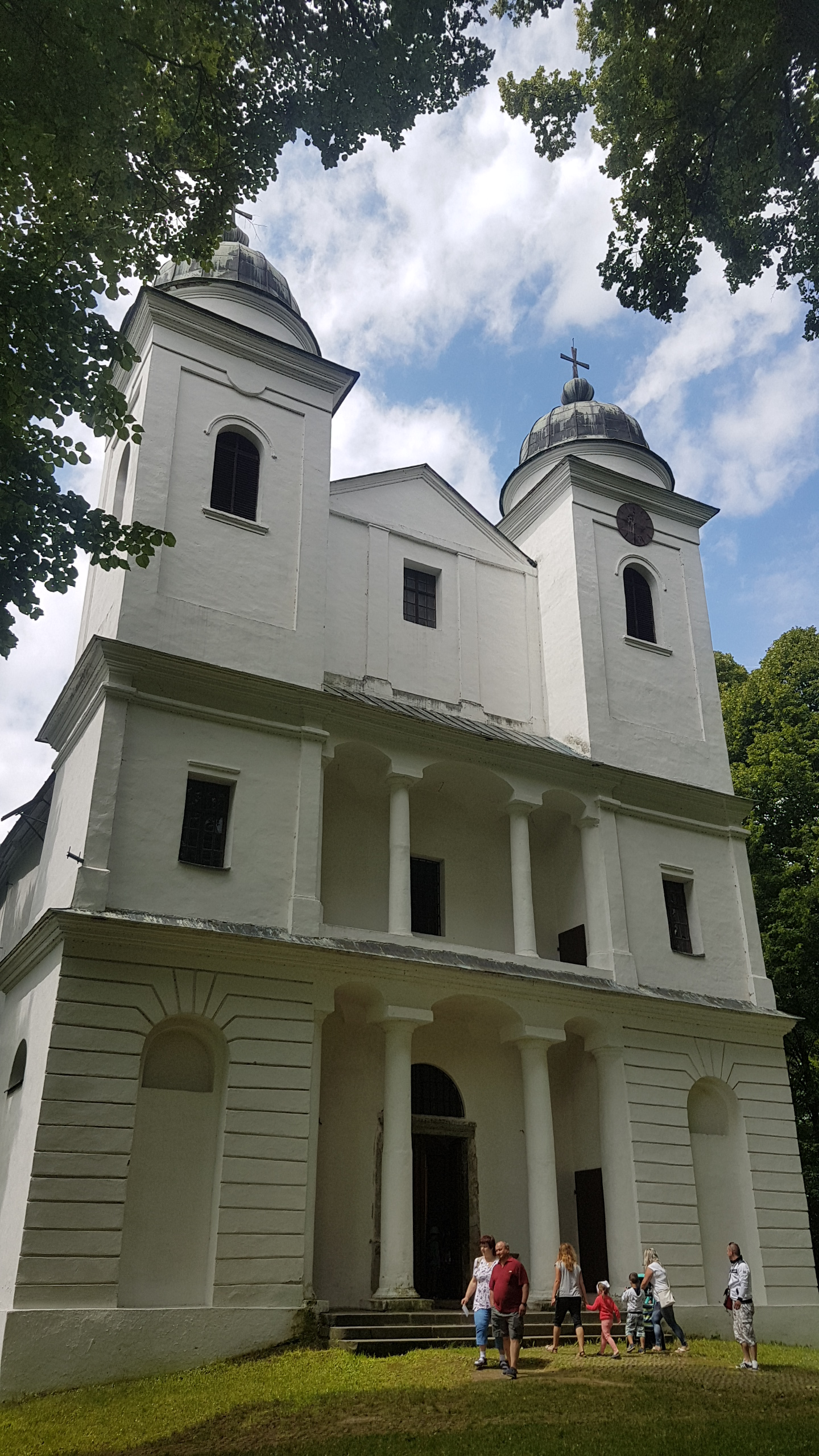
Khách du lịch đến thăm nhà thờ trên đảo Slanica
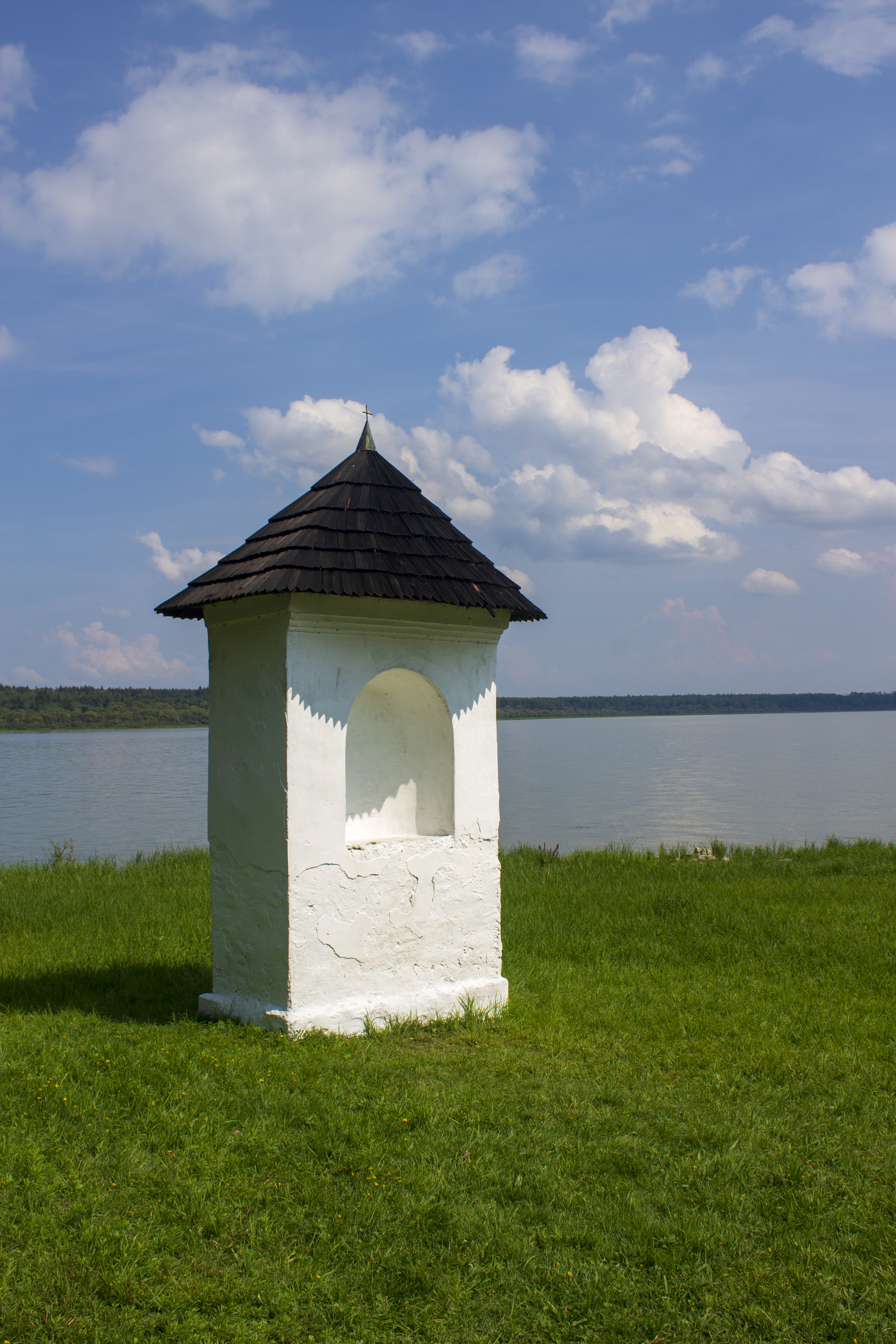
Nhà nguyện còn sót lại của làng Slanica Calvary trên đảo
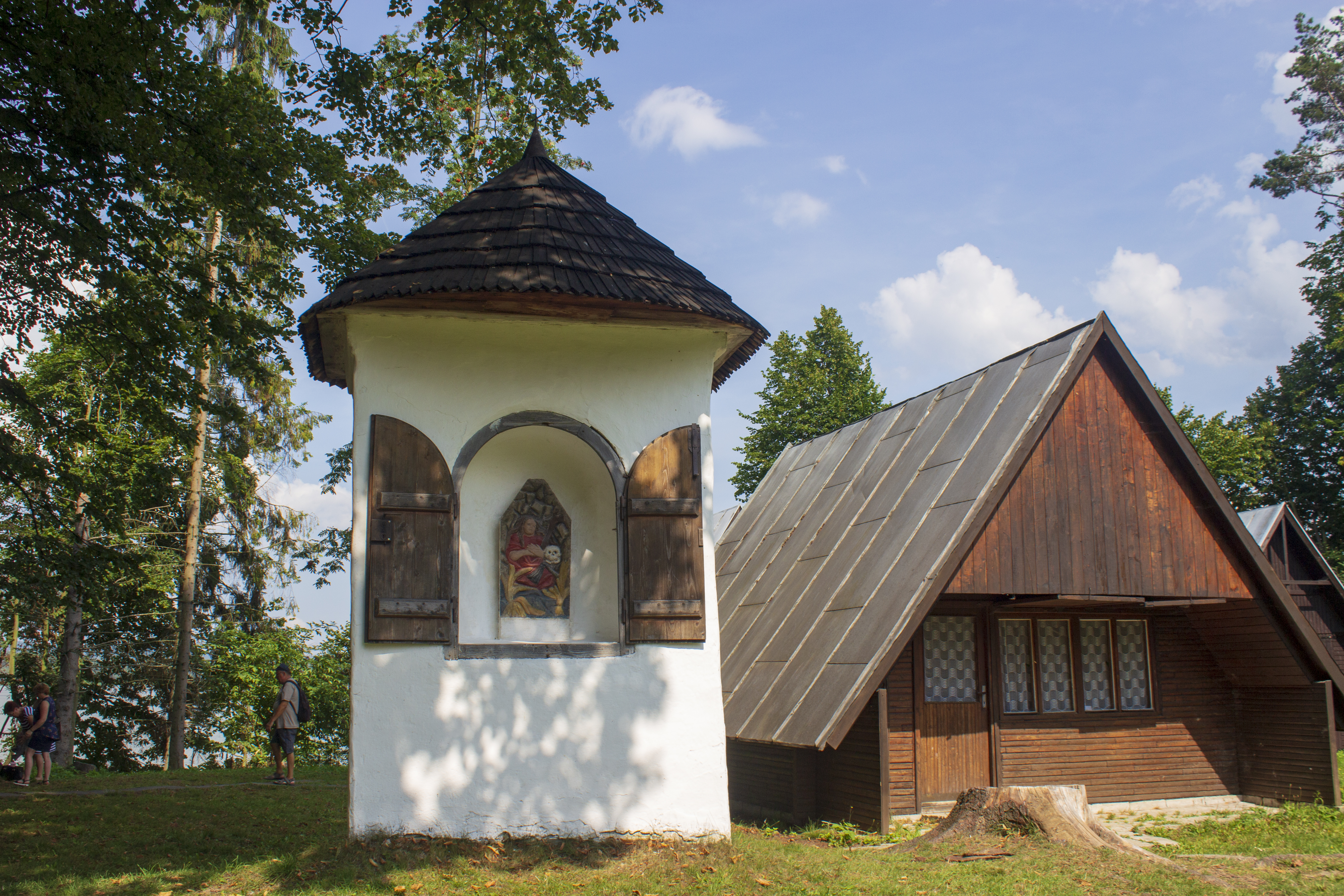
Nhà nguyện còn sót lại của làng Slanica trên đảo

### Tư liệu
- Kollár Daniel: Biela Orava - príroda, w: "Krásy Slovenska" R. LXXXVII, nr 1-2/2010, s. 13;
- Medzihradský Vlado: Orava. Turistický sprievodca, wyd. Šport, Slovenské telovýchovné vydavateľstvo, Bratislava 1982;
- Orava, Beskid Żywiecki, turistická mapa 1: 50 000, 3. wyd., VKÚ Harmanec, 2001, ISBN 80-8042-246-X;